# Marshall Sahlins

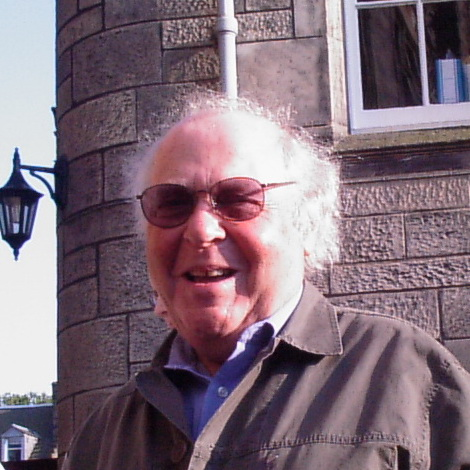
Marshall David Sahlins (2003)

Marshall David Sahlins (Chicago, 27 december 1930 – aldaar, 5 april 2021) was een Amerikaans antropoloog.

## Leven
Marshall Sahlins groeide op in Chicago. Hij behaalde zijn BA en MA aan de Universiteit van Michigan, waar hij studeerde bij Leslie White. In 1954 promoveerde hij aan de Columbia-universiteit. Hier werd hij intellectueel beïnvloed door Karl Polanyi en Julian Steward. Hij keerde in de jaren zestig terug naar de Universiteit van Michigan als docent en werd politiek actief in protesten tegen de oorlog in Vietnam. Samen met zijn collega Eric Wolf organiseerde hij de eerste teach-in.
Tijdens een verblijf van twee jaar in Parijs leerde Sahlins het werk van Claude Lévi-Strauss kennen en beleefde hij de studentenprotesten tijdens de rellen van mei 1968. Vanaf 1973 doceerde hij aan de Universiteit van Chicago en vanaf juni 1997 kreeg hij de titel Charles F. Gray Distinguished Service Professor of Antropology Emeritus. Hij werd in 1976 verkozen tot de American Academy of Arts and Sciences, in 1991 tot de National Academy of Sciences en in 1998 tot de British Academy. In 2013 nam hij ontslag uit de National Academy of Sciences uit protest tegen de verkiezing van Napoleon Chagnon.
Sahlins stierf in Chicago op 90-jarige leeftijd.

## Werk
Sahlins' onderzoek richtte zich op het potentieel van cultuur om de percepties en acties van mensen te beïnvloeden. Bovenal wilde hij bewijzen dat cultuur een unieke kracht bezit om mensen te motiveren, die niet van biologische oorsprong is. In zijn vroege werk poogde hij het idee van de homo economicus te relativeren en aan te tonen dat het economische systeem zich op cultureel specifieke manieren aanpast aan de omgeving.
In 1966 nam Sahlins deel aan de invloedrijke "Man the Hunter"-conferentie. Geïnspireerd door Elman Service werkte hij in zijn boek Stone Age Economics het idee uit dat de jager-verzamelaars de "originele welvaartsmaatschappij" waren geweest, omdat ze niet meer dan 15 à 20 uren ontspannen werk per week verrichtten. Hoewel ze perfect meer zouden kunnen werken dan nodig voor hun bestaan, en ze ook cultuur zouden kunnen bouwen, deden ze dat niet en kozen ze in plaats daarvan voor vrije tijd. Hij zag dit "ondergebruik" als een opzettelijke verwerping van de neolithische revolutie en al wat erna was gekomen. Het veldwerk van F.D. McCarthy en Richard Lee dat aan deze stelling ten grondslag lag, is echter bekritiseerd, alsook het feit dat enkel rekening werd gehouden met voedselproductie en het gebrek aan bewijs voor de beweerde desinteresse van jager-verzamelaars voor materiële bezittingen.
Na de publicatie van Culture and Practical Reason (1976) wijdde Marshall Sahlins zijn aandacht aan de relatie tussen geschiedenis en antropologie en de manier waarop verschillende culturen geschiedenis begrijpen en creëren. Hij richtte zich in grote mate op de Stille Oceaan, in het bijzonder op Fiji en Hawaï.

## Selecte bibliografie
- Social Stratification in Polynesia (1958)
- Evolution and Culture (1960), geredigeerd met Elman R Service
- Moala: Culture and Nature on a Fijian Island (1962)
- Tribesman (1968)
- Stone Age Economics (1972)
- The Use and Abuse of Biology: An Anthropological Critique of Sociobiology (1976)
- Culture and Practical Reason (1976)
- Historical Metaphors and Mythical Realities: Structure in the Early History of the Sandwich Islands Kingdom (1981)
- Islands of History (1985)
- Anahulu: The Anthropology of History in the Kingdom of Hawaii (1992)
- How "Natives" Think: About Captain Cook, for Example (1995)
- Culture in Practice: Selected Essays (2000)
- Waiting for Foucault, Still (2002)
- Apologies to Thucydides: Understanding History as Culture and Vice Versa (2004)
- The Western Illusion of Human Nature (2008)
- What Kinship Is – and Is Not (2012)
- Confucius Institute: Academic Malware (2015)
- On Kings (2017), met David Graeber

## Voetnoten
1. ↑  David Kaplan, The Darker Side of the "Original Affluent Society" in: Journal of Anthropological Research, 2000, nr. 3, p. 303-304
2. ↑  David Kaplan, The Darker Side of the "Original Affluent Society" in: Journal of Anthropological Research, 2000, nr. 3, p. 305-306, 314-316

- Bibsys: 90122373
- Biblioteca Nacional de España: XX1163926
- Bibliothèque nationale de France: cb119232894 (data)
- Catàleg d'autoritats de noms i títols de Catalunya: 981058515314806706
- CiNii: DA00461706
- Gemeinsame Normdatei: 124315917
- International Standard Name Identifier: 0000 0000 8173 1278
- Library of Congress Control Number: n50016277
- Nationale Bibliotheek van Letland: 000073946
- National Archives and Records Administration: 10581427
- Bibliotheek van het Japanse parlement: 00455146
- Nationale Bibliotheek van Tsjechië: jx20060921013
- Nationale bibliotheek van Australië: 35471650
- Nationale Bibliotheek van Israël: 987007267307605171
- Nationale Bibliotheek van Polen: a0000001939381
- Nationale en Universitaire bibliotheek Zagreb: 000127653
- Nederlandse Thesaurus van Auteursnamen: 068569904
- Réseau des bibliothèques de Suisse occidentale: 02-A003778064
- Istituto Centrale per il Catalogo Unico: CFIV011722
- SNAC: w6m6217s
- Système universitaire de documentation: 02711757X
- Museum of New Zealand Te Papa Tongarewa: 30506
- Virtual International Authority File: 108302555
- WorldCat: E39PBJgCHHKHXwwJ7YvxmdhvHC